# Die Vampirschwestern
Die Vampirschwestern ist ein deutscher Kinderfilm des Regisseurs Wolfgang Groos aus dem Jahr 2012. Die Fantasy-Komödie basiert auf der gleichnamigen Romanreihe Die Vampirschwestern von Franziska Gehm.

## Handlung
Die beiden zwölfjährigen Halbvampir-Schwestern Silvania und Dakaria ziehen zusammen mit ihren Eltern, dem Vampirvater Mihai und ihrer Menschenmutter Elvira Tepes, von Transsilvanien in eine deutsche Kleinstadt. Für die beiden sehr ungleichen Schwestern kommt dies einem Kulturschock gleich. Während Dakaria sich nicht so recht in der Menschenwelt zurechtfindet, genießt Silvania ihr Menschsein. In der Schule finden sie keinen rechten Anschluss, obwohl sich zwischen Jacob und Silvania eine kleine Romanze zu entwickeln scheint. Ihre einzige Freundin ist die schwerhörige Helene, die ihre Behinderung verbirgt, jedoch sehr gut Sachen erriechen kann.
Dirk van Kombast, der Nachbar der Familie, findet heraus, dass mit seinen Nachbarn etwas nicht stimmt und bestellt sich im Internet eine Vampirjäger-Ausrüstung. Als schließlich sogar Dakarias Flugwettbewerb zum Scheitern verurteilt ist, da sie als Halbvampirin nicht genug Flugkraft besitzt und Silvania mit Jacob wegen der akuten Sonnenbrandgefahr nicht das Freibad besuchen kann, wollen die beiden ihre Situation ändern. Durch Zufall entdecken sie den Laden von Ali bin Schick, der ihnen einen Herzenswunsch erfüllen kann. Zwar warnt er die beiden, dass die Wünsche gefährlich sind, doch die beiden sind sich sicher: Silvania will ein echter Mensch werden, Dakaria ein echter Vampir. Doch Ali bin Schick vertauscht versehentlich die Wünsche.
So kommt es zu zahlreichen Verwicklungen: Silvania will Jacobs Blut trinken, Dakaria wird von Mitschülern gemobbt und kann sich nicht wehren. Verzweifelt suchen sie Ali bin Schick auf. Sein Enkel Ludo, zufällig ein Klassenkamerad der beiden, findet die Formel zu einem Gegenmittel. Um dieses zu erlangen, benötigen sie jedoch eine Blume, welche nur durch ihren Geruch gefunden werden kann und nur um Mitternacht gepflückt und verspeist einen neuen Herzenswunsch ermöglicht. Die feindselige Gruppe von Mitschülern belauschen die Schwestern, während sie über die Behinderung und den Geruchssinn von Helene reden, findet Helene am Friedhof und macht sich über sie lustig. Dadurch vertraut sie den Schwestern nicht mehr. Als Silvania die mobbenden Mitschüler auf einem hohen Baum bringt, dass diese nicht mehr herunter kommen und sich entschuldigen, hilft Helene ihnen unter der Bedingung, deren Geheimnis zu erfahren. Die Schwestern offenbaren sich, und zusammen mit Helene suchen sie auf dem Friedhof nach der Blume. Doch Dirk van Kombast kommt ihnen in die Quere. Letztlich gelingt es ihnen jedoch mit der Hilfe von Ludo, der sich als Seher herausstellt, Dirk zu überwinden und die Blume zu ergattern. Die beiden haben aus ihrer Sache gelernt und werden wieder zu Halbvampiren.

## Hintergrund
Der Film beruht auf der gleichnamigen Romanreihe von Franziska Gehm und ist eine Produktion der Claussen+Wöbke+Putz Filmproduktion in Koproduktion mit  Columbia Pictures Filmproduktion. Der Film wurde von den FilmFernsehFonds Bayern, der Film- und Medienstiftung NRW, der Filmförderungsanstalt und dem Deutschen Filmförderfonds gefördert. Gedreht wurde unter anderem in der Herner Siedlung Teutoburgia und in München.
Der Film hatte seine Kinopremiere am 27. Dezember 2012. DVD und Blu-Ray erschienen am 12. September 2013.

## Kritiken
Der Film wurde überwiegend positiv bewertet. Vielen Kritikern gefiel die Ausstattung und der Humor des Films, allerdings würden Teile des Films nicht sehr modern, sondern eher altbacken wirken. Gelobt wurde das Spiel der jugendlichen Darsteller sowie das völlig überdrehte Agieren von Michael Kessler als Vampirjäger.

„Die Verknüpfung der beliebten Vampirthematik mit den Abenteuern zweier junger Migrantinnen verheißt eine spannende und lustige Geschichte. Aber diese entpuppt sich als enttäuschend altbacken.“

„Eine klassische Coming-of-Age-Geschichte ist angesagt, das Zielpublikum sind weibliche Teenager, die ‚Hanni und Nanni‘ lieben und – wie ihre Peers im Film – ‚Mädchen‘ lesen. (…) Eine saubere, für die jugendliche Klientel maßgeschneiderte Produktion von Claussen+Wöbke+Putz und der Deutschen Columbia Pictures mit durchwegs sympathischen Darstellern, die insgesamt vielleicht nur etwas zu brav ausfällt.“

„Vergnüglicher Fantasy-Kinderfilm, der die turbulente Handlung mit skurrilen Gags und Zaubertricks garniert und sie geschickt mit der Erkenntnis verbindet, dass Toleranz und wahre Freundschaft die Grundlagen für ein faires Miteinander, aber auch für eine starke, selbstbewusste Persönlichkeit sind.“

## Fortsetzung
Die Fortsetzung Die Vampirschwestern 2 – Fledermäuse im Bauch kam Oktober 2014 in die Kinos.
Die Fortsetzung Die Vampirschwestern 3 – Reise nach Transsilvanien  kam Dezember 2016 in die Kinos.